# لاک‌پشت کلاه‌دار آفریقایی
لاک‌پشت کلاه‌دار آفریقایی (Pelomedusa subrufa)، یا لاک‌پشت مردابی، یک گونه نسبتاً کوچک و همه‌چیزخوار لاک پشت کنارگردن، از تیره لاک‌پشت‌لجنیان است. این گونه به‌طور طبیعی در آب‌های شیرین و راکد مناطق جنوب صحرای آفریقا و جنوب یمن وجود دارد.